# 柴田等
柴田 等（しばた ひとし、1899年8月12日 - 1974年2月17日）は、昭和期の農林官僚。戦後、千葉県知事となる。宮崎県出身。

## 来歴・人物
1928年（昭和3年）、京都帝国大学農学部から農林省に入る。戦時中は大東亜省に出向してハノイ・サイゴンの両総領事を務める。戦後は物価庁に移った。
日本国憲法が施行された1947年（昭和22年）、旧知であった千葉県の元県議会議長・川口為之助が初代民選県知事となると、農業再建を掲げる川口の依頼で千葉県副知事となった。ところが、3年後の1950年（昭和25年）に川口が突如知事を辞任すると、国民民主党・日本社会党両党の支援を受けて県知事に初当選して以後3期務めた。だが、県議会の大半を抑えた自由党を野党にした事から県政運営に苦慮してきたが、当時は保守・革新両陣営ともに離合集散の時代が続き、県議会でもこれに中立な立場を取る立場を取る無所属会派「千葉クラブ」の台頭もあり、不安定ながらも知事の地位を維持してきた。1954年（昭和29年）の知事選挙では、柴田に不満を抱く川口前知事（当時自由党参議院議員）が独自候補の擁立を目指したために再選が危ういとも言われたものの、最終的には自由党が候補者を絞りきれずに独自候補擁立を断念したため、日本共産党の候補を圧倒して勝利を収めた（得票率では現在までの最高記録である90・06%。ただし、投票率は戦後の都道府県知事選挙でも最低水準の29・31%であった）。
官僚としての明晰な頭脳と庶民的な視点から行動するところを併せ持った知事として活躍し、農業の再生と川崎製鉄の千葉市への誘致を実現させて京葉工業地域の基礎を築いた。また、有能な中央省庁の官僚を副知事に迎えたことでも知られ、後に県知事・国会議員として名を残す事になる友納武人・宮澤弘を育てたことでも高く評価されている。
有力政党の引抜による「千葉クラブ」の解体と保守合同の成立によって、長い間続いた県議達の離合集散に幕を閉じると、柴田も日本民主党党友を経て自由民主党に籍を置いた。ところが、東京湾の対岸である神奈川県と違って工業化の進展が遅いのは農林官僚出身の柴田にあるとして川島正次郎・水田三喜男といった千葉県選出の自民党幹部が非難を強めた（彼らは前知事である川口の直系を自負していた）。特に京葉工業地域における大規模な埋め立て計画に対して柴田が「過度な開発は県外の企業の利益に繋がるだけで、千葉県民である漁民達の生活が脅かされる」として修正を求めたことが彼ら実力者の反感を買った。そこで1962年（昭和37年）の知事選挙では自民党は柴田を除名処分にして公認せず、横浜正金銀行取締役や日本住宅公団総裁を務め、江戸時代に存在した上総一宮藩最後の藩主加納久宜の息子である加納久朗を公認候補として擁立したのである。
柴田はこの党中央の方針に反発する自民党県議団に擁立されて四選を目指すが、柴田が自民党に籍を置いて公認を得ようとしたことに対してこれまで柴田を支持してきた社会党（来県した当時の委員長浅沼稲次郎は、「変節漢柴田を殴りつけたい気持ちで一杯だ」と演説した）や県職員労組からも反発を買って挟み撃ちに合う形となり、加納に選挙で敗北して引退を表明する。そして、加納新知事がわずか4か月目で急死して柴田擁立の話が浮上するものの、これに応じることはなく、以後は悠々自適の晩年を過ごした。